# Wainwright Airport, Alberta
Wainwright Airport är en flygplats i Kanada. Den ligger i den centrala delen av landet, 2 700 km väster om huvudstaden Ottawa. Wainwright Airport ligger 679 meter över havet.
Terrängen runt Wainwright Airport är platt. Trakten runt Wainwright Airport är nära nog obefolkad, med mindre än två invånare per kvadratkilometer.. Närmaste större samhälle är Wainwright, 4,8 km norr om Wainwright Airport. 